# Górne Łużyce

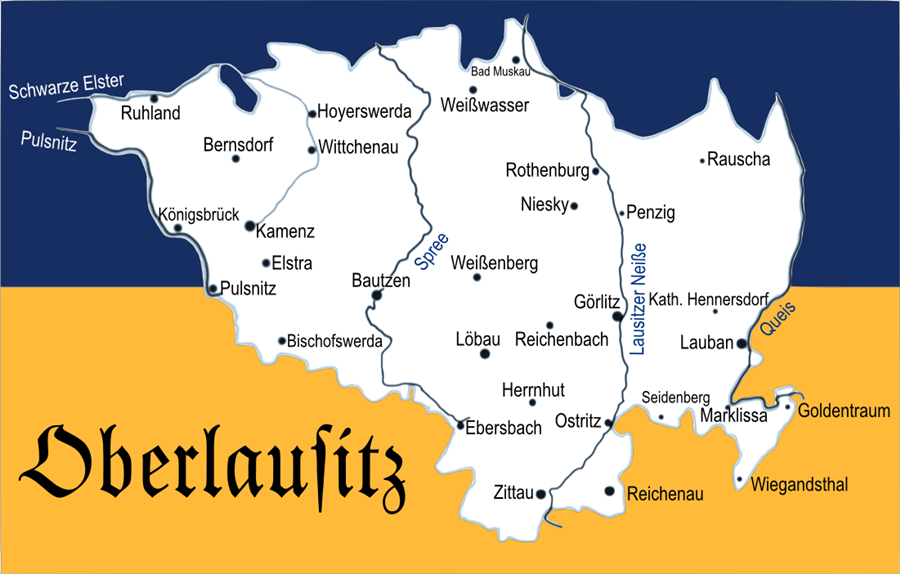
Mapa Górnych Łużyc

Górne Łużyce (niem. Oberlausitz, górnołuż. Hornja Łužica, dolnołuż. Górna Łužyca, cz. Horní Lužice, łac. Lusatia Superior) – kraina historyczno-geograficzna w Niemczech (kraj związkowy Saksonia, częściowo Brandenburgia), południowa część Łużyc. Część tego obszaru leżąca na zachód od Kwisy znajduje się na terytorium Polski (województwo dolnośląskie, kilka miejscowości w województwie lubuskim).
Głównym miastem jest Budziszyn. Do początku XV wieku tereny te znane były jako Milsko, od zamieszkującego je plemienia słowiańskiego Milczan. Na tych ziemiach wykształcił się język górnołużycki.

## Kalendarium

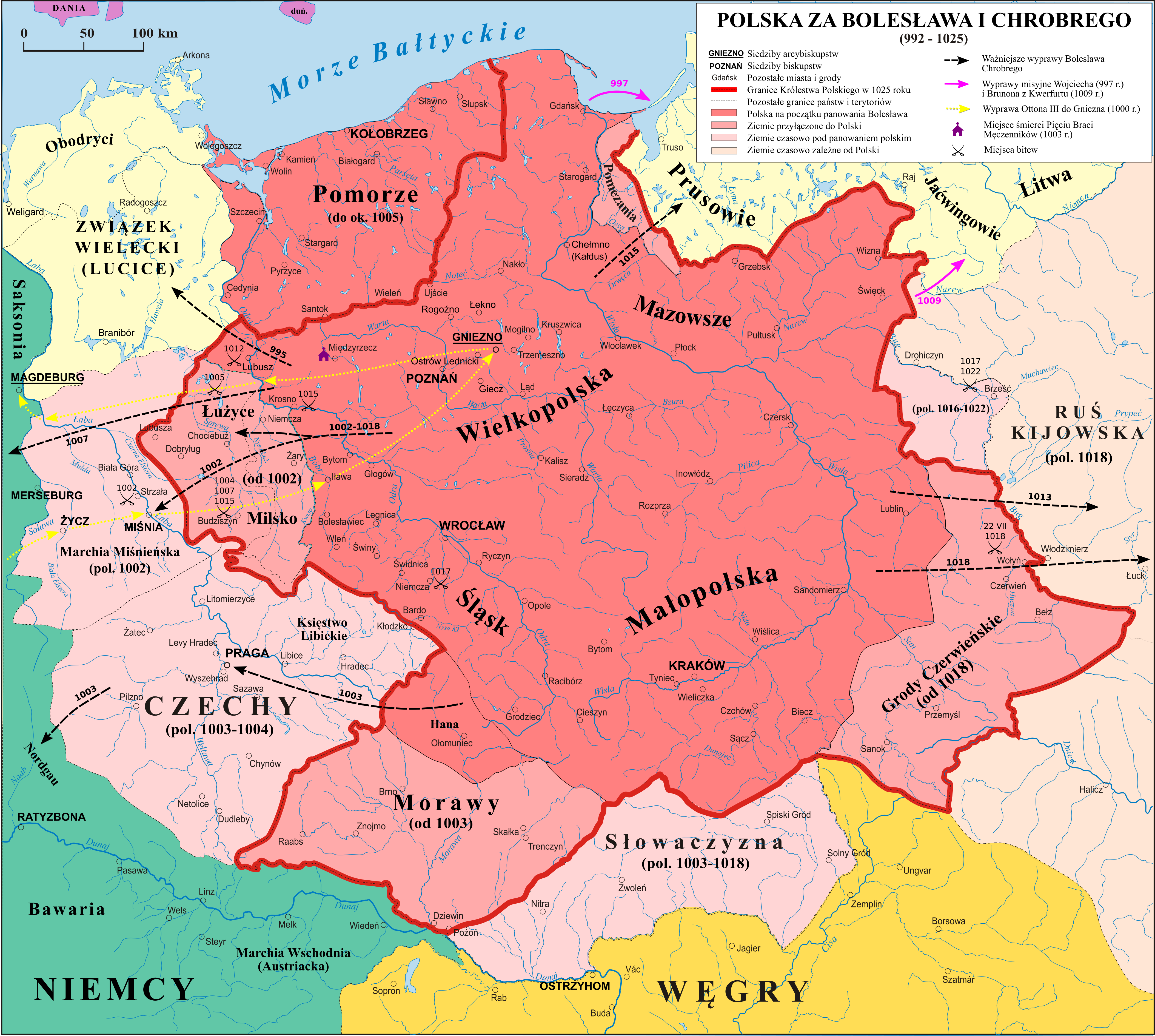
Polska za panowania Bolesława Chrobrego. Górne Łużyce podpisane jako Milsko

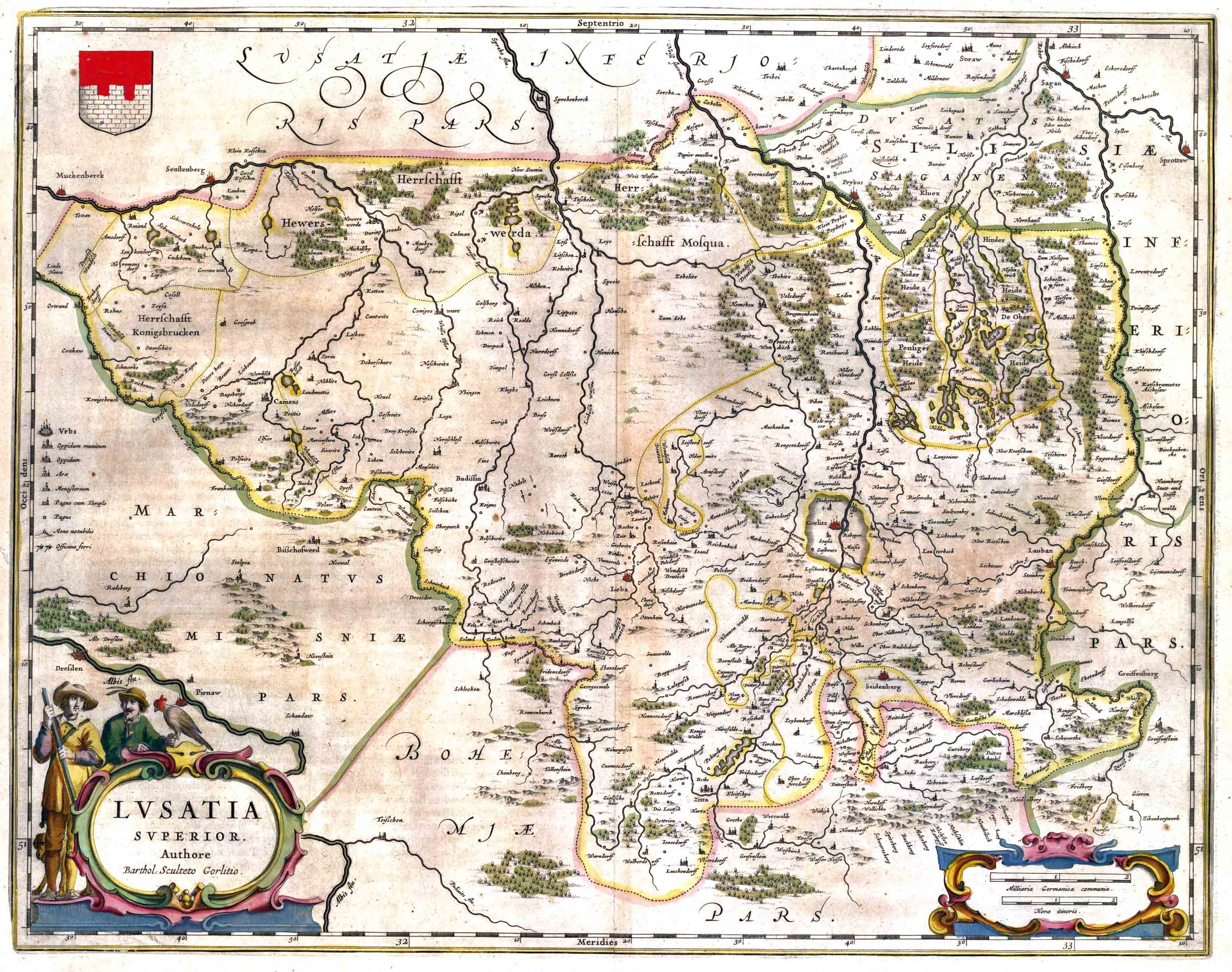
Mapa Górnych Łużyc, 1635

Mapa Łużyc w 1715 r.

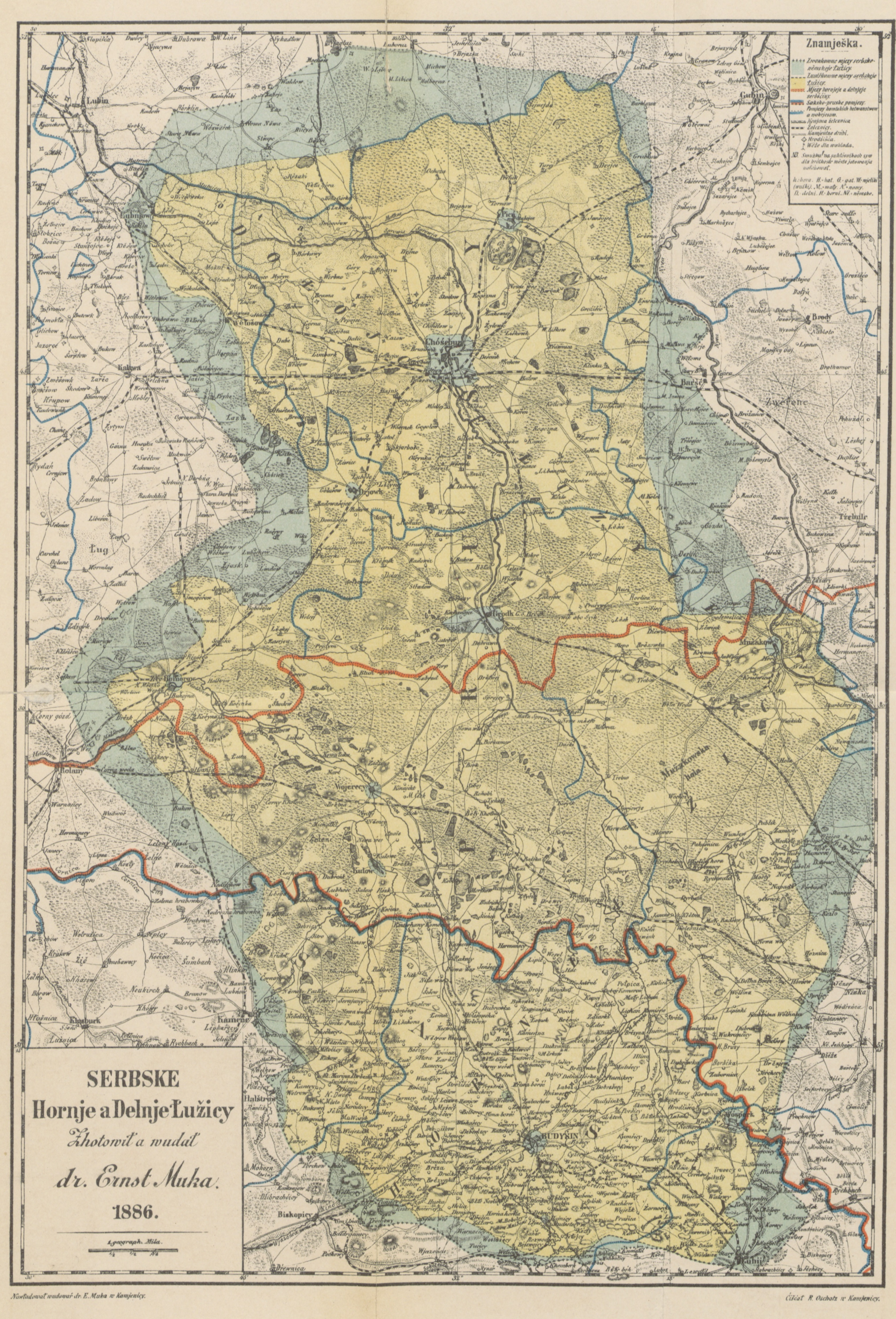
Łużyce w 1886 roku

- VI wiek – teren Milska zasiedlili Słowianie
- 932 – ziemie Milczan zostały podbite przez króla niemieckiego Henryka I, który zmusił Milczan do składania mu danin
- 971 – Otton I wprowadził nową organizację okręgów grodowych
- 1002–1005 – Bolesław Chrobry zajął Milsko i włączył do Polski, pierwsza wzmianka o stolicy regionu – Budziszynie
- 1015 – Milsko zajął cesarz Henryk II
- 30 stycznia 1018 – pokój budziszyński przyznał Milsko Polsce,
- 1029 – oblężenie Budziszyna w trakcie wojny polsko-niemieckiej: miasto i region obronione przez Polskę
- 1031 – cesarz Konrad II podbił Milsko i włączył je w skład Marchii Miśnieńskiej
- 1076 – część Milska została przyłączona do Księstwa Czech
- 1131 – ostatnia wzmianka o Milczanach w związku z wzniesieniem lub przebudową grodu w Görlitz przez czeskiego księcia Sobiesława I[3]
- 1143 – margrabia Miśni Konrad Wielki przejął kontrolę nad tym terenem
- 1158 – obszar został przyznany Czechom
- 1200 około – rozpoczęcie kolonizacji niemieckiej[3]
- 1253 – margrabia brandenburski Otton III otrzymał te ziemie jako posag księżniczki Beatrycze, córki króla czeskiego Wacława I
- 1319 – król czeski Jan Luksemburski zajął zachodnią część Milska, a wschodnią z Görlitz, Żytawą i Lubaniem przejął książę jaworski Henryk z dynastii Piastów
- 1329 – książę jaworski Henryk zrzekł się części Milska ze Zgorzelcem na rzecz Czech, zachowując m.in. Żytawę i Lubań
- 1336 – wzmianka o urzędowaniu w Löbau słowiańskiej rady miejskiej[3]
- 1337/1346 – przejście Żytawy i Lubania pod władztwo czeskie
- 1346 – powstał Związek Sześciu Miast
- 1348 – inkorporacja Milska do Korony Czeskiej,
- 1362 – wzmianka o urzędowaniu w Kamenz słowiańskiego burmistrza[3]

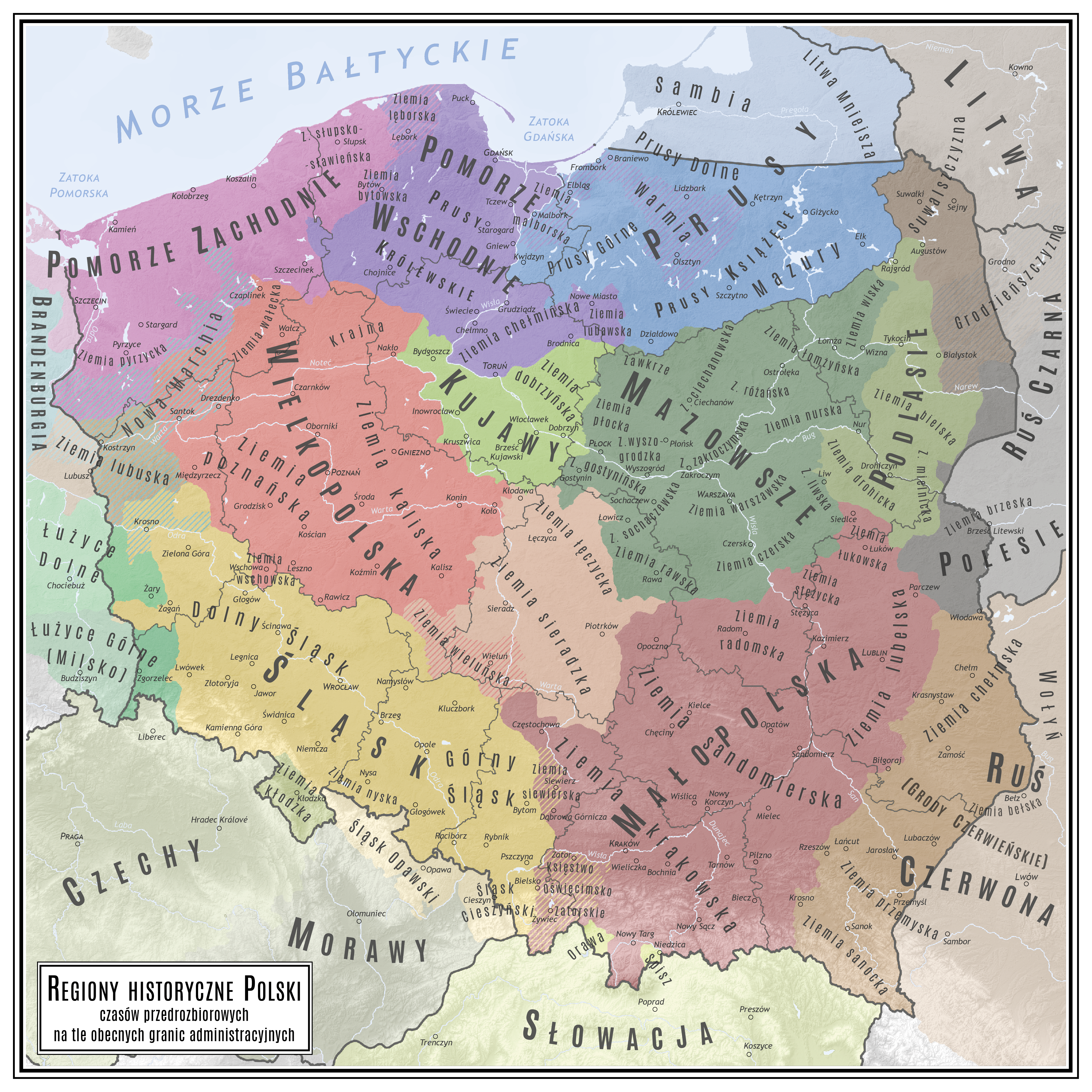
Górne Łużyce i inne krainy historyczne Polski na tle współczesnych granic administracyjnych

- Górne Łużyce i inne krainy historyczne Polski na tle współczesnych granic administracyjnych1368 – po śmierci księcia świdnickiego Bolka II, zwanego Małym, wschodnia część Milska włączona zostaje do Czech
- 1370 – po włączeniu Łużyc Dolnych do korony czeskiej następiło połączenie Milska i Łużyc Dolnych
- 1466/1469–1490 – Łużyce pod kontrolą króla Węgier Macieja Korwina będącego wówczas również antykrólem Czech
- 1490–1526 – pod rządami Jagiellonów
- 1635 – gdy prawie całe Łużyce Górne przyłączone do Elektoratu Saksonii, miasto Schirgiswalde czeską eksklawą. Łużyce Górne przestały być częścią Korony Czeskiej.
- 1691 – powołanie przez stany górnołużyckie komisji serbskich duchownych do stworzenia górnoserbskiego języka pisanego[3]
- 1693 – przetłumaczenie na język serbski Małego Katechizmu przez proboszcza Michała Frencla[3]
- 1697–1763 – Łużyce Górne jako część Elektoratu Saksonii w unii personalnej z Polską. Przez miasta Hoyerswerda, Königsbrück czy Lubań wiodą trasy częstych przejazdów królów Polski Augusta II i Augusta III z Drezna do Warszawy i Wschowy. Pamiątką po tym okresie są m.in. liczne pocztowe słupy dystansowe ozdobione herbami Polski i Saksonii, monogramami królów Augusta II i Augusta III i polską koroną królewską w miastach łużyckich oraz kamienie milowe ozdobione monogramami królów w pomniejszych miejscowościach i dzielnicach
- 1722 – protestanccy czescy imigranci (bracia morawscy) zakładają miasto Herrnhut, w 1742 zakładają miasto Niska
- w latach 60. XVIII w. w Hoyerswerdzie dzieciństwo spędza Jan Henryk Dąbrowski
- 1806 – w granicach Królestwa Saksonii
- 1813 – obszar zmagań w czasie wojen napoleońskich (bitwa pod Budziszynem)
- 1815
  - na mocy uchwał kongresu wiedeńskiego wschodnia część Łużyc Górnych z Görlitz, Lubaniem i Mużakowem przyłączona do pruskiej prowincji Śląsk (niem. Niederschlesien)
  - rozwiązanie Związku Sześciu Miast
  - założenie Parku Mużakowskiego, jedynego obiektu na Łużycach wpisanego na listę światowego dziedzictwa UNESCO
- 1819 – próba reaktywacji Związku Sześciu Miast w okrojonym składzie jako Związek Czterech Miast (istniał do 1868)[4]
- 1825 – północno-zachodnia część Łużyc Górnych z Hoyerswerdą i Ruhlandem włączona do prowincji Śląsk
- 1845
  - włączenie Schirgiswalde do Saksonii
  - pierwsze publiczne wykonanie hymnu Serbołużyczan w Budziszynie
- 1871 – w granicach Niemiec
- 1890 – Zgorzelec, Żytawa i Budziszyn największymi miastami Górnych Łużyc
- 1912 – powstanie serbskiej organizacji Domowina, liczącej wkrótce 180 tys. członków[3]
- 1918 – zgłoszenie przez władze czeskie postulatu włączenie Łużyc Górnych do Czechosłowacji[3]
- po 1933 – masowa germanizacja i zmienianie nazw pochodzenia słowiańskiego[3]
- 1945
  - obszar zmagań na froncie wschodnim II wojny światowej z udziałem 2 Armii Wojska Polskiego (operacja łużycka)
  - w efekcie postanowień konferencji poczdamskiej wschodnia część Łużyc Górnych (pomiędzy Nysą Łużycką a Kwisą, ze Zgorzelcem i Lubaniem) wchodzi w skład Polski.
- 1949 – zachodnia część Łużyc Górnych w granicach Niemieckiej Republiki Demokratycznej
- 1990 – niemiecka część Łużyc Górnych rozdzielona między Saksonię (większość regionu) i Brandenburgię (skrawki północno-zachodnie z miastem Ruhland)
- 1991 – reaktywacja Związku Sześciu Miast

## Miasta górnołużyckie

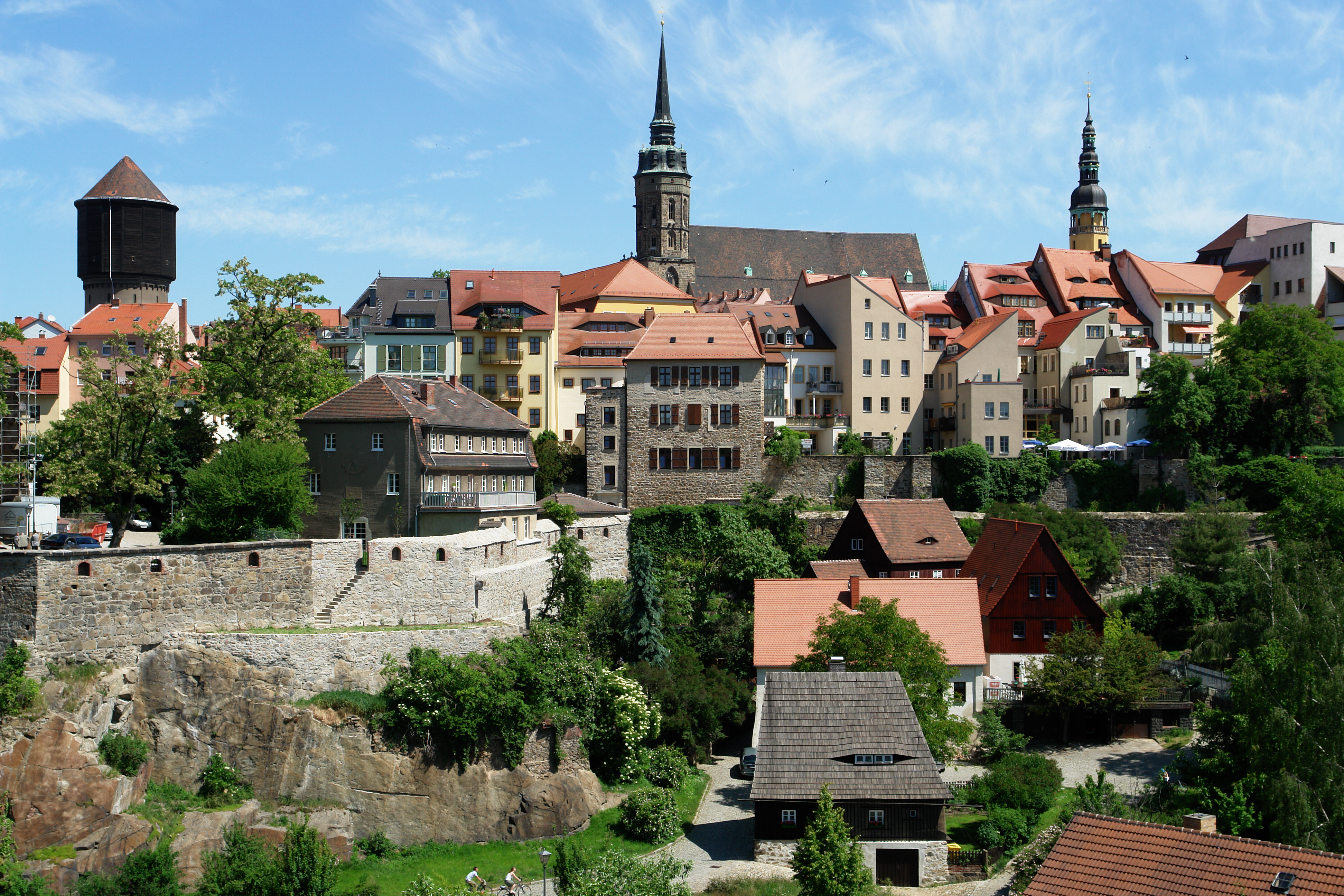
Budziszyn

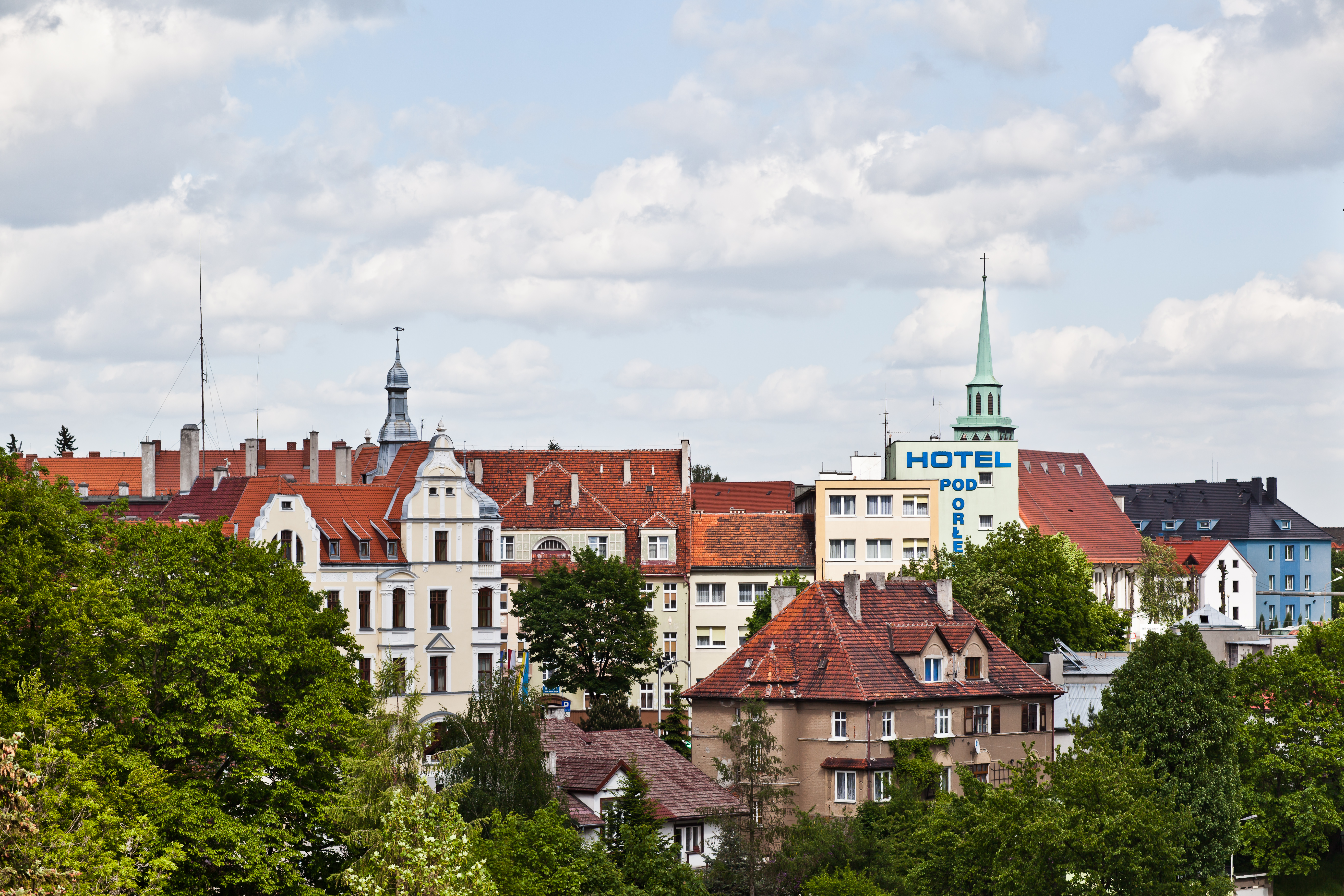
Zgorzelec

| Lp. | Miasto                             | Populacja (2014) | Państwo | Jednostka administracyjna |
| --- | ---------------------------------- | ---------------- | ------- | ------------------------- |
| 1.  | Görlitz                            | 54 193           | Niemcy  | Saksonia                  |
| 2.  | Budziszyn (Bautzen, Budyšin)       | 39 475           | Niemcy  | Saksonia                  |
| 3.  | Hoyerswerda (Wojerecy)             | 33 825           | Niemcy  | Saksonia                  |
| 4.  | Zgorzelec                          | 31 716           | Polska  | województwo dolnośląskie  |
| 5.  | Żytawa (Zittau)                    | 25 792           | Niemcy  | Saksonia                  |
| 6.  | Lubań                              | 21 788           | Polska  | województwo dolnośląskie  |
| 7.  | Bogatynia                          | 18 385           | Polska  | województwo dolnośląskie  |
| 8.  | Biała Woda (Weißwasser, Běła Woda) | 17 074           | Niemcy  | Saksonia                  |
| 9.  | Löbau                              | 15 288           | Niemcy  | Saksonia                  |
| 10. | Kamenz (Kamjenc)                   | 15 158           | Niemcy  | Saksonia                  |
| 11. | Ebersbach-Neugersdorf              | 12 713           | Niemcy  | Saksonia                  |
| 12. | Bischofswerda                      | 11 414           | Niemcy  | Saksonia                  |
| 13. | Niska (Niesky)                     | 9526             | Niemcy  | Saksonia                  |
| 14. | Lauta                              | 8680             | Niemcy  | Saksonia                  |
| 15. | Pulsnitz                           | 7524             | Niemcy  | Saksonia                  |

## Wsie górnołużyckie
Górnołużyckie nazwy wsi

- Baćoń
- Boranecy, niem. Bornitz, ok. 125 mieszk.
- Bošecy, niem. Baschütz
- Bórk
- Bronjo
- Budestecy
- Bukecy
- Chelno
- Chołm
- Chrósćicy
- Časecy
- Delnja Kina
- Dobrošicy
- Dubrjeńk
- Dźěwin
- Haslow
- Hórki
- Horni Hajnk
- Hornja Kina
- Hózk
- Hućina
- Jaseńca
- Kamjenjej
- Kanecy
- Kašecy
- Koblicy
- Koćina
- Konjecy
- Kopšin
- Kozarcy
- Kubšicy
- Kulowc
- Lejno
- Lejpold
- Łazk
- Łušć
- Malešecy
- Měrkow
- Miłkecy
- Miłoćicy
- Mučow
- Myšecy
- Němcy
- Němske Pazlicy
- Njebjelčicy
- Njeswačidło
- Nowa Jaseńca
- Nowa Wjeska
- Nuknica
- Pančicy-Kukow
- Pěskecy
- Pozdecy
- Rachlow
- Radwor
- Radworski Haj
- Rakecy
- Ralbicy
- Róžant
- Salow
- Serbske Pazlicy
- Sernjany
- Slepo
- Smjerdźaca
- Stara Cyhelnica
- Sulšecy
- Šunow
- Swinjarnja
- Trjebin
- Trjechow
- Wěteńca
- Worklecy
- Wóslink
- Wotrow
- Wulka Dubrawa
- Wulke Zdźary
- Wuskidź
- Zejicy
- Žuricy

## Galeria

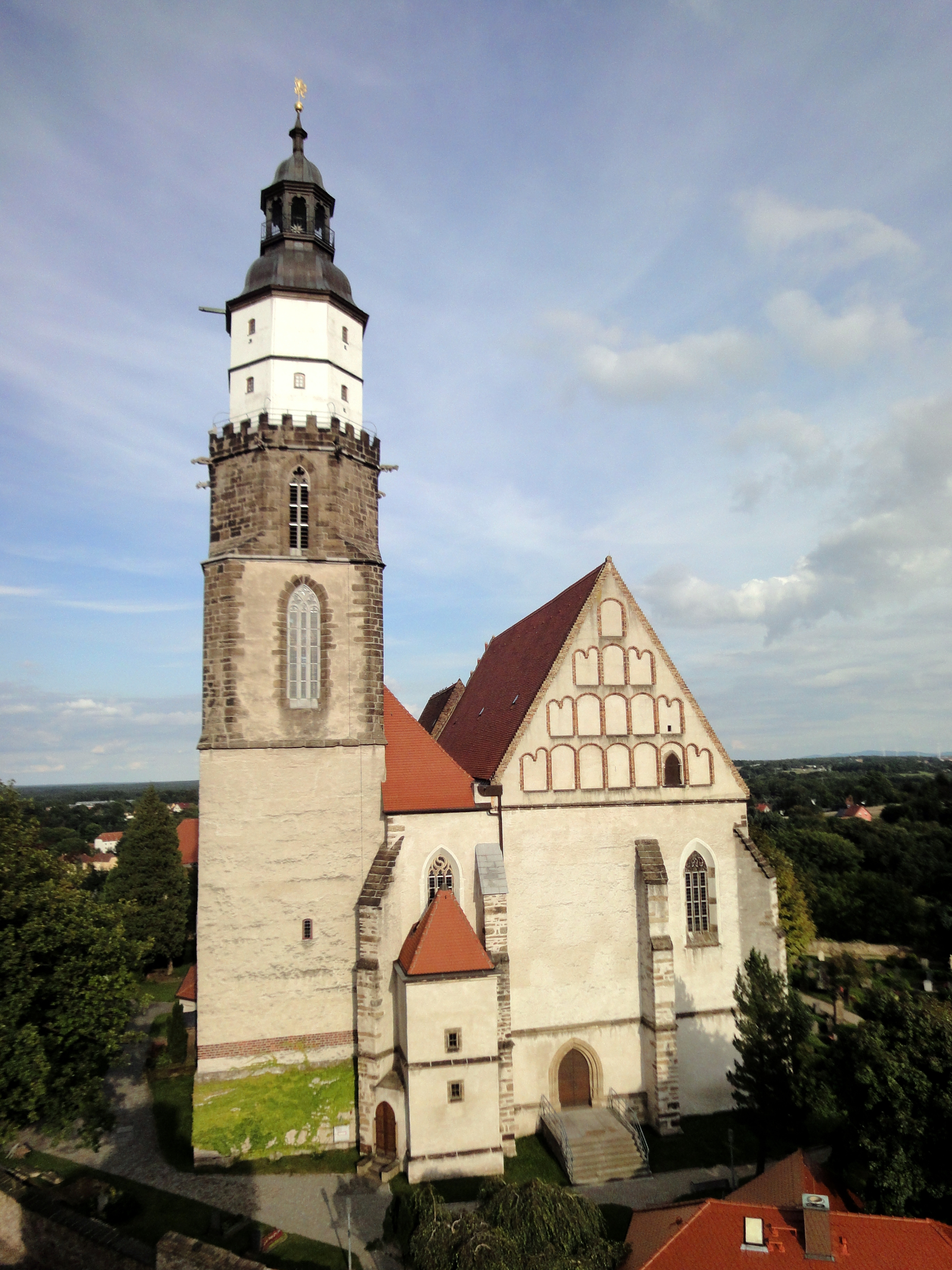
Kościół Mariacki w Kamenz
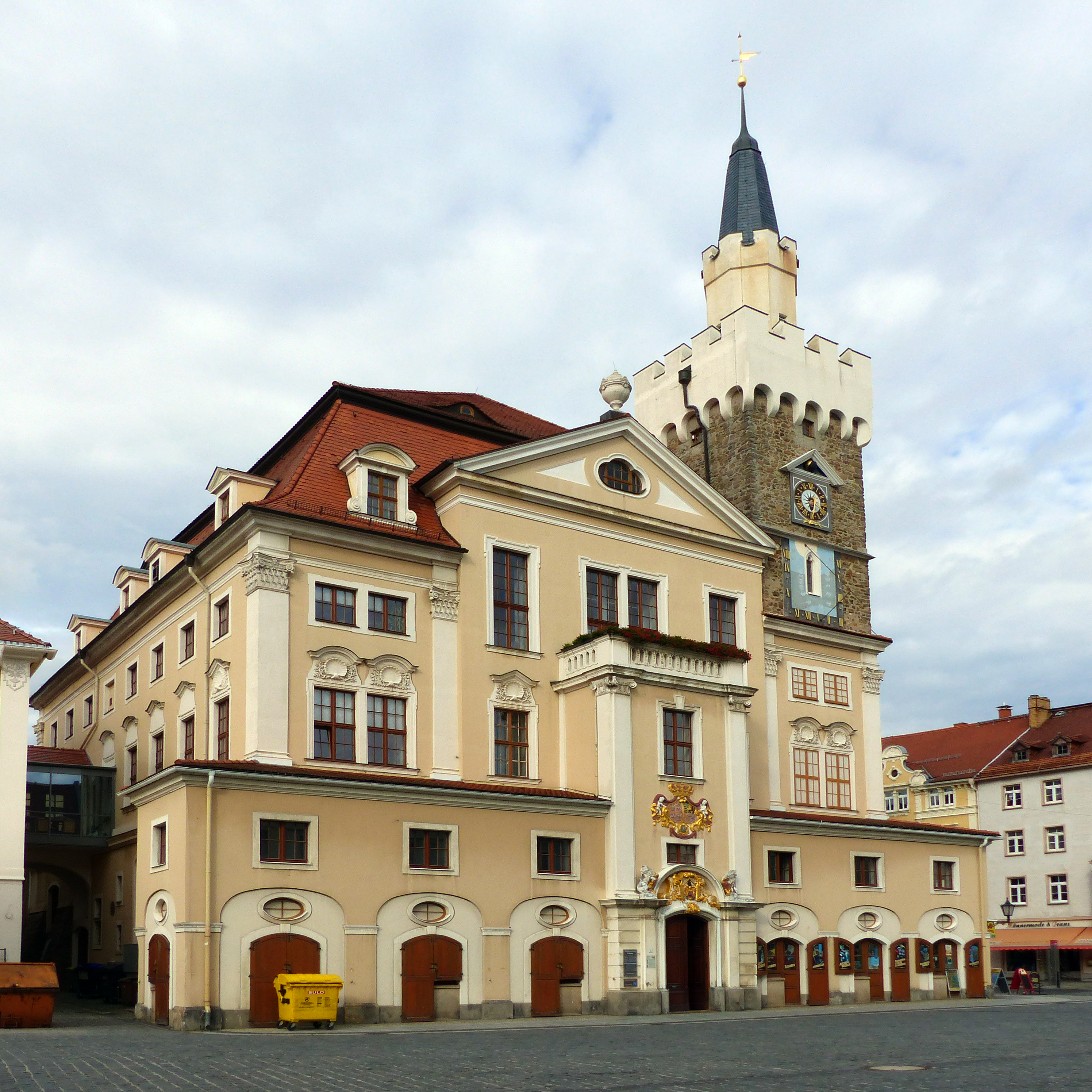
Ratusz w Löbau z 1714 r. przyozdobiony m.in. herbem I Rzeczyspolitej
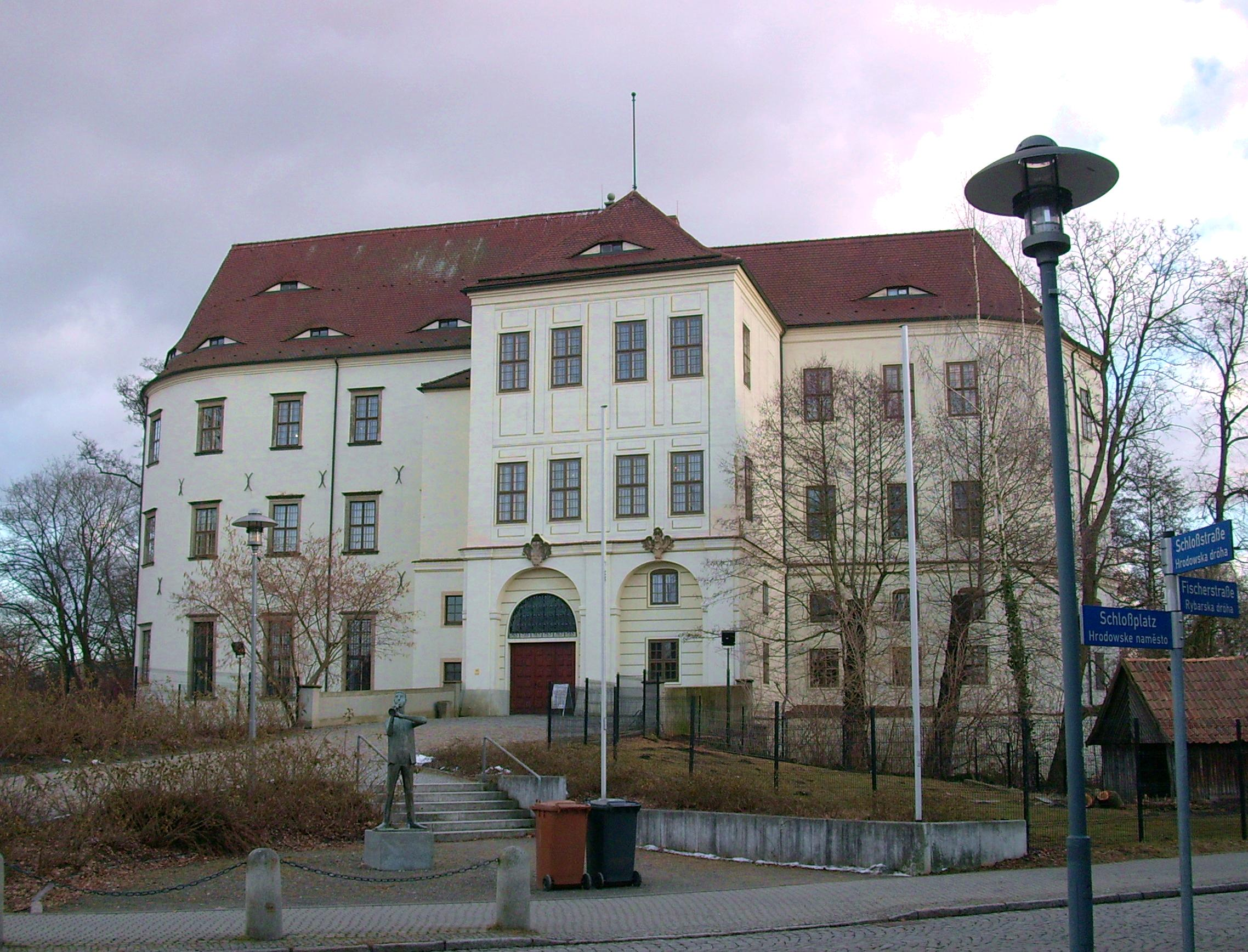
Zamek księżnej Lubomirskiej i króla Augusta III w Hoyerswerdzie
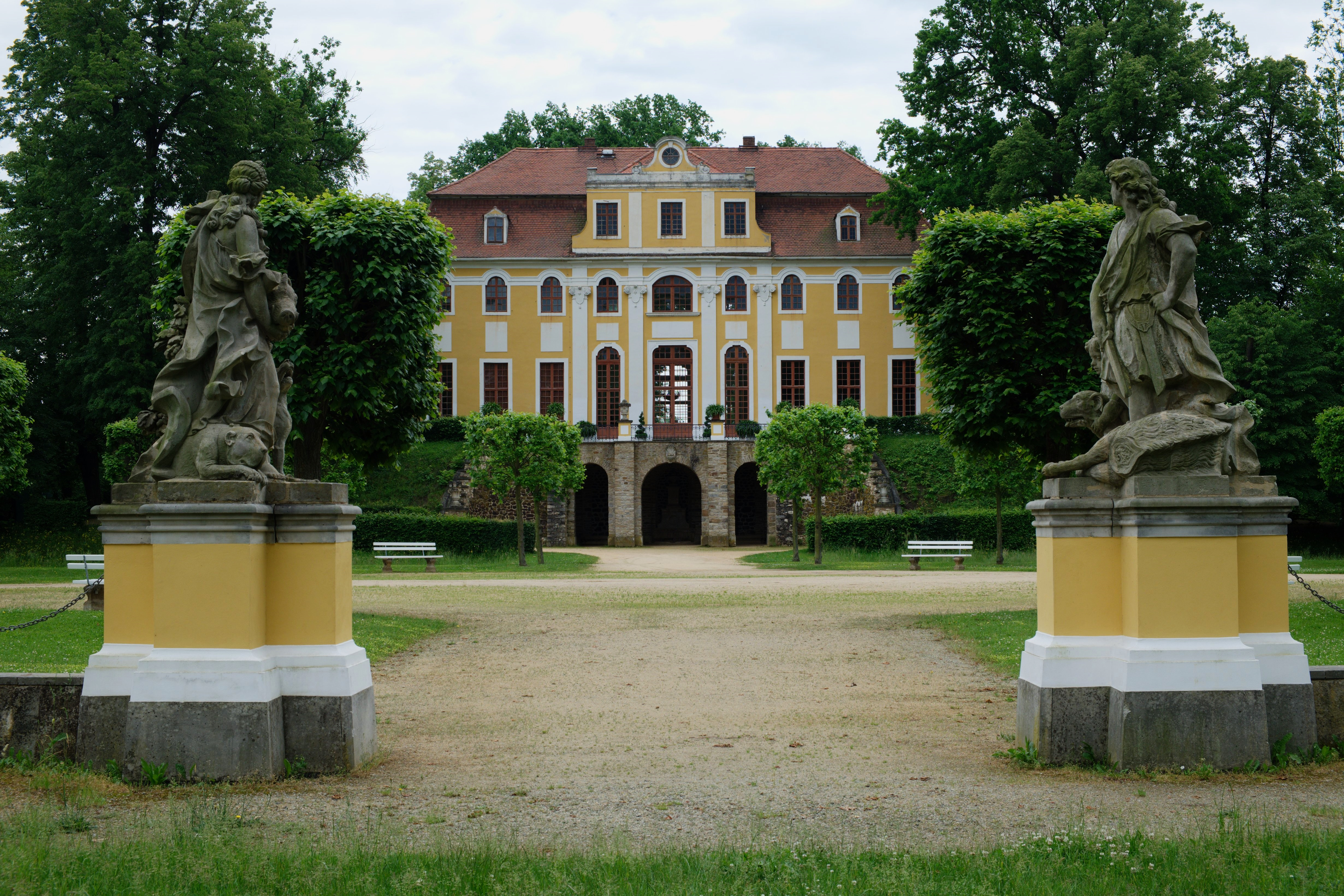
Pałac w Neschwitz
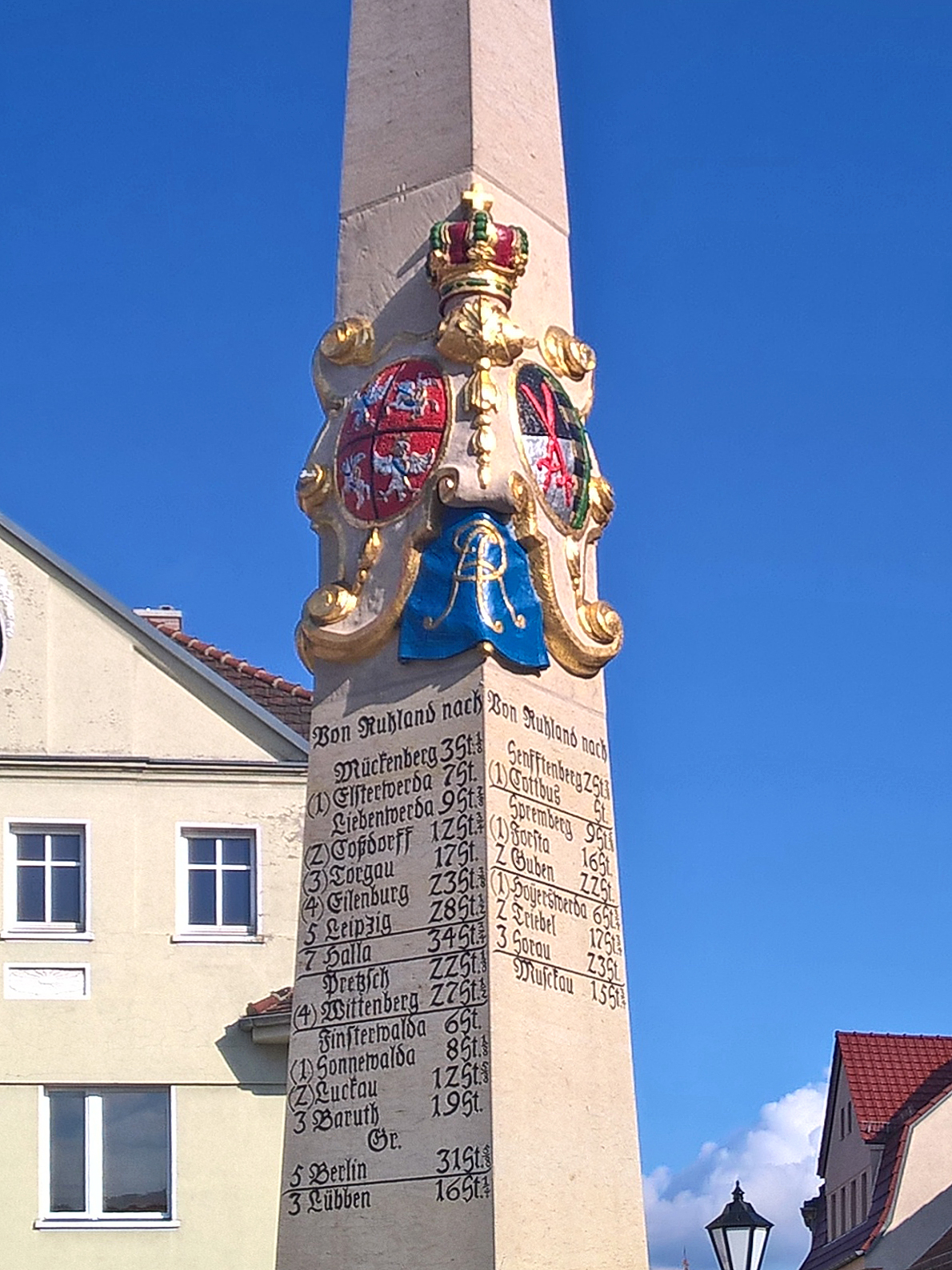
Polsko-saski słup dystansowy w Ruhland
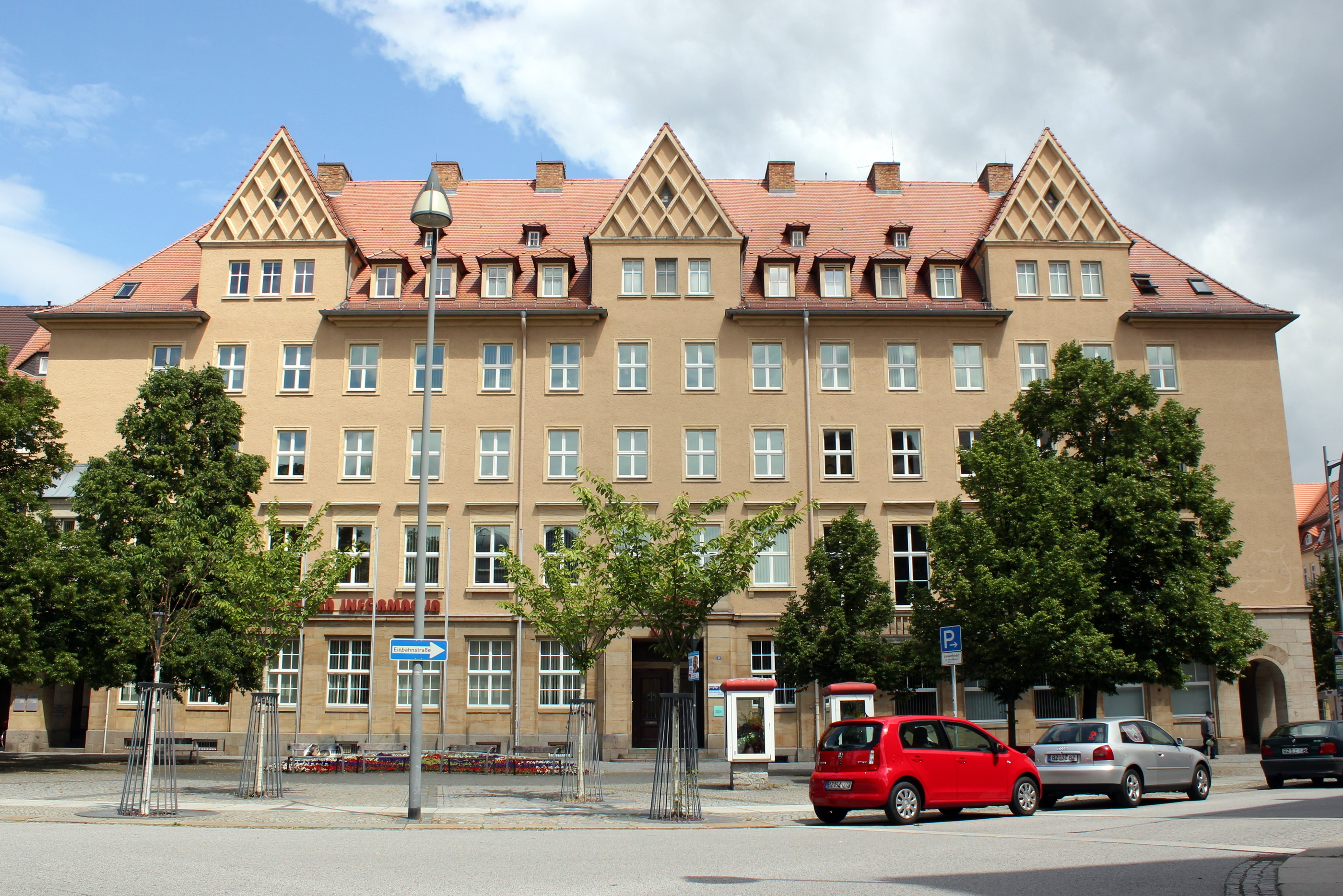
Serbski Dom w Budziszynie
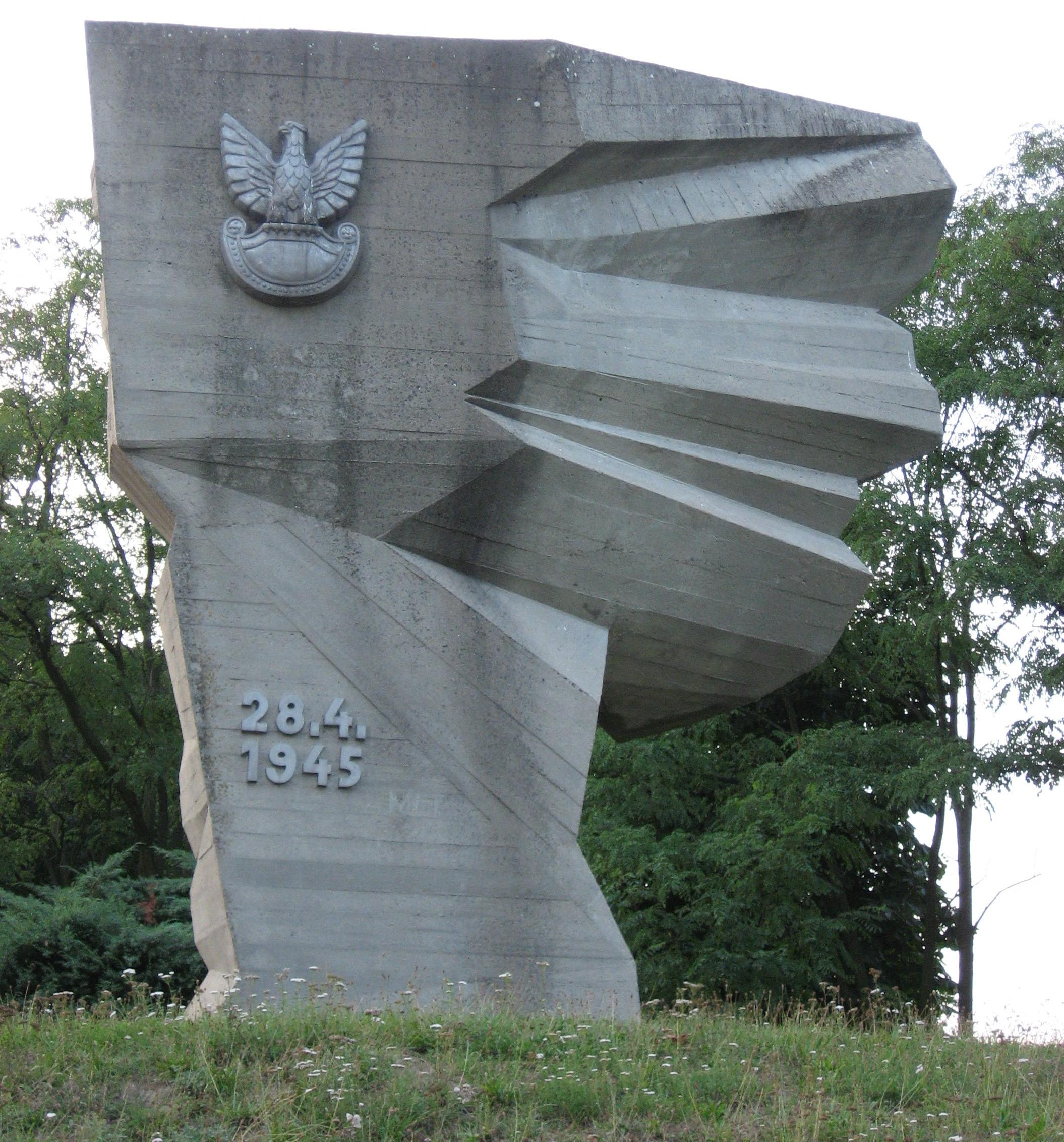
Pomnik żołnierzy polskich w Crostwitz